# Пашеку, Жозе Кондунгуа

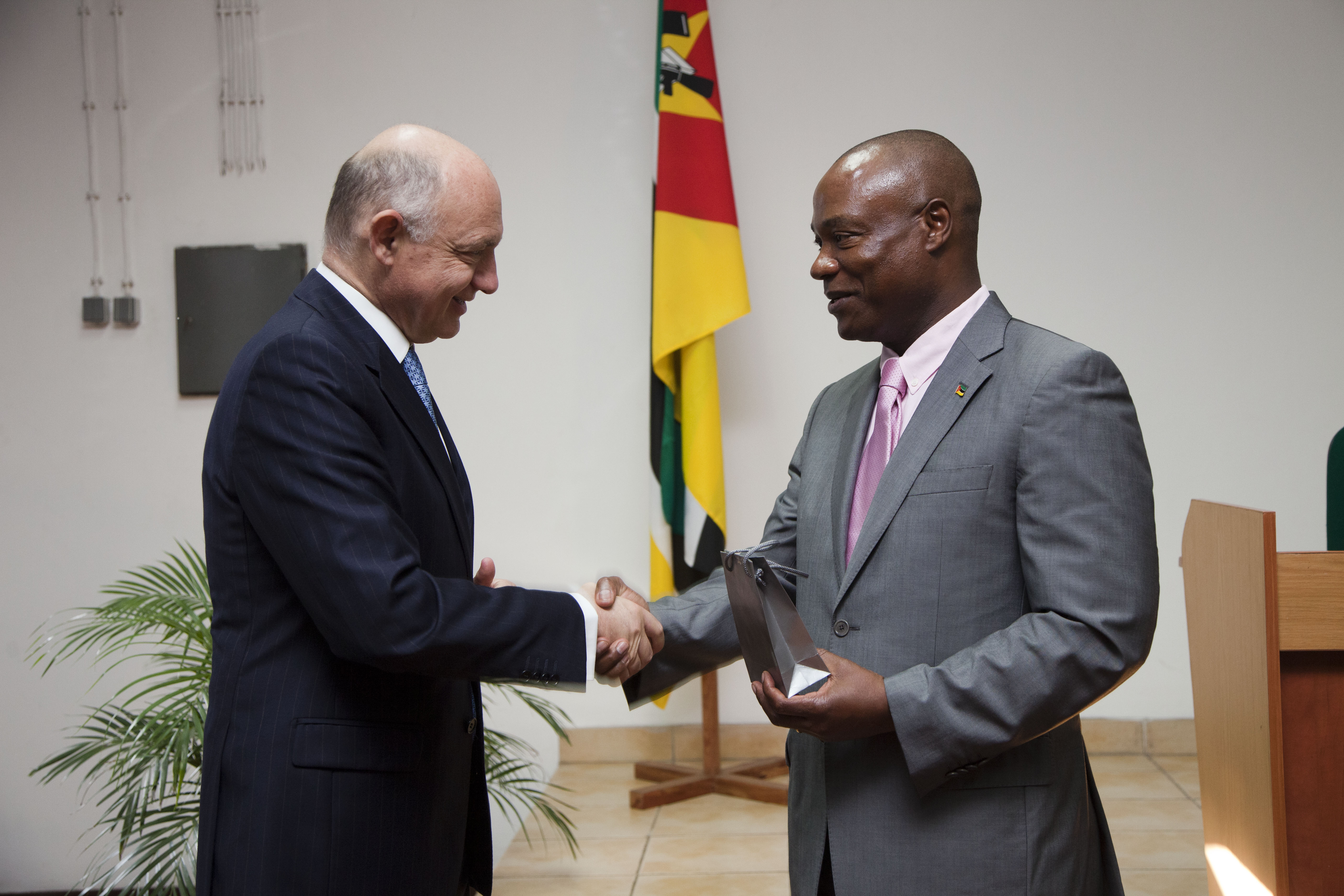
Жозе Кондунгуа Пашеку с министром иностранных дел Аргентины Эктором Тимерманом. 2012

Жозе Кондунгуа Пашеку (10 сентября 1958, Ампара, провинция Софала, Португальская Восточная Африка) — мозамбикский политический и государственный деятель, экономист.

## Биография
Из крестьян. После окончания школы поступил в Сельскохозяйственный колледж в Манике, который закончил в 1978 году со степенью в области технической сельскохозяйственной инженерии (Engenheiro Técnico Agrário).
С 1989 года обучался в Уай-колледже Лондонского университета, продолжил учёбу в Университете Миннесоты (1992) и Висконсинском университете в Мадисоне (1994). Специалист в области передачи технологий для развития сельских районов.
С 1981 по 1990 год работал провинциальным директором по сельскому хозяйству провинции Замбезия. В 1990 году был назначен национальным директором по развитию сельских районов страны.
Член правящей партии ФРЕЛИМО. Работал губернатором провинции Кабу-Делгаду с 1998 по 2005 год и заместителем министра сельского хозяйства Мозамбика с 1995 по 1998 год.
Министр внутренних дел Мозамбика с 2005 по 2010 год.
В 2010—2017 годах — министр сельского хозяйства Мозамбика. В 2017—2019 годах занимал пост министра иностранных дел Мозамбика .